# Miguel Cardoso
José Miguel Azevedo Cardoso (Trofa, 28 de mayo de 1972), más conocido como Miguel Cardoso, es un entrenador de fútbol portugués. Actualmente dirige al Mamelodi Sundowns.
Se graduó en Educación Física y Deportes con especialización en fútbol en 1995 y concluyó una Maestría en Ciencias del Deporte en 1998 en la Facultad de Ciencias del Deporte y Educación Física en la Universidad de Oporto.
Ha desarrollado principalmente su carrera como asistente deportivo, trabajando con entrenadores como Jorge Costa, Domingos Paciência, Carlos Carvalhal o Paulo Fonseca, antes de convertirse, en 2017, en primer entrenador del club portugués Rio Ave Futebol Clube. Entre noviembre de 2018 y marzo de 2019 fue entrenador del Celta de Vigo de la Liga Santander.

## Carrera
Cardoso comenzó su carrera como entrenador en los equipos juveniles del F. C. Oporto, mientras también enseñaba Educación Física en una escuela cerca de su ciudad natal de Trofa, en los suburbios de Oporto. Durante sus 9 años en el equipo de los dragones, Cardoso entrenó a casi todos los grupos de edad y estuvo durante 4 años en el segundo equipo del club como entrenador físico y asistente.
El avance de Cardoso en las ligas profesionales se produjo en la temporada 2004-2005, cuando entró en el equipo del Os Belenenses, como asistente técnico. Durante la siguiente década trabajó como entrenador asistente de fútbol de alto nivel, enriqueciendo su carrera y desarrollando sus puntos de vista sobre el entrenamiento y la preparación de los futbolistas mientras pasaba por las filas de otros equipos como el Sporting Braga, Académica de Coimbra, Sporting de Lisboa y debutando en la liga española, como segundo de Domingos Paciência, en el Deportivo de La Coruña.
En su etapa como asistente del Sporting Braga, Cardoso ayudó al club a alcanzar sus máximos honores deportivos al quedar segundo en la Liga Portuguesa durante la temporada 2009-2010, así como el ser finalista de la Europa League en la temporada siguiente, tras su primera participación en la fase de grupos de la Champions League.
En abril de 2013, Cardoso aceptó la invitación del equipo ucraniano del FC Shakhtar Donetsk para unirse al club y asumir el papel principal de la coordinación técnica de su academia profesional y también para ser el entrenador principal de su equipo U21. Este momento marcó un nuevo paso en la carrera de Cardoso. Bajo el liderazgo técnico de Cardoso, el filial del Shaktar Donetsk entró en una nueva era de éxitos expresados especialmente al llegar a la final de la Liga Juvenil de la UEFA 2014-15.
Al comienzo de la temporada 2016-2017, Cardoso se convirtió en entrenador asistente del primer equipo del Shakhtar, trabajando con Paulo Fonseca y consiguiendo alzarse como campeón de la Liga Premier de Ucrania y de la Copa de Ucrania ese mismo año.
El 12 de junio de 2017, Cardoso fue designado para reemplazar a Luís Castro al mando del Rio Ave Futebol Clube, en la liga portuguesa. En la temporada 2017-2018, Cardoso llevó al equipo a quedar quinto en la clasificación y a conseguir su pase para la Europa League, algo que el club no había podido conseguir desde hacía bastante tiempo.
El 13 de junio de 2018, Cardoso aceptó la oferta del club francés F.C. Nantes, de la Ligue 1. No obstante, su estancia en tierras galas apenas duró cuatro meses, rescindiéndose su contrato el 1 de octubre por los malos resultados en la clasificación, a pesar de contar con el respaldo de la directiva.
El 12 de noviembre de 2018, Cardoso aceptó la oferta de dirigir al Celta de Vigo de la Liga Santander, después de que el club vigués confirmara el cese de su anterior técnico, el argentino Antonio Mohamed. El domingo 3 de marzo de 2019, poco después del término del partido de su equipo contra la S. D. Eibar, la junta directiva del club celeste anunció su cese como entrenador del primer equipo después de los malos resultados cosechados (15 partidos jugados y sólo 3 ganados), estando a dos puntos del descenso. Fue sustituido ese mismo día por Fran Escribá.
El 28 de mayo de 2019, se incorporó al AEK Atenas F.C.. Sin embargo, fue destituido el 26 de agosto, tras sólo 4 partidos oficiales en el banquillo heleno.
El 30 de enero de 2021, se hizo oficial su vuelta al Rio Ave.Su equipo quedó 16º y tuvo que enfrentarse al Arouca en un desempate por la supervivencia en la máxima categoría. No obstante, perdieron 5-0 en total y entre los dos juegos se acordó informalmente la terminación de su empleo y se le prohibió la entrada al campo de entrenamiento.
El 12 de enero de 2024, Cardoso fue nombrado entrenador del Espérance.El 17 de junio, obtuvo la Championnat de Ligue Profesionelle 1 con una jornada de anticipación después de vencer al US Monastir por 2-0.El 22 de octubre, fue relevado de sus funciones después de una serie de malos resultados.
En diciembre de 2024, asumió al frente del Mamelodi Sundowns. El 14 de mayo de 2025, conquistó la Liga Premier de Sudáfrica tras vencer al Chippa United para lograr el octavo título consecutivo del club.

## Clubes

### Como asistente
| Club                 | País     | Año       |
| -------------------- | -------- | --------- |
| Os Belenenses        | Portugal | 2004-2006 |
| Sporting Braga       | Portugal | 2006-2007 |
| Académica de Coimbra | Portugal | 2007-2009 |
| Sporting Braga       | Portugal | 2009-2011 |
| Sporting de Lisboa   | Portugal | 2011-2012 |
| Deportivo La Coruña  | España   | 2012      |
| Shajtar Donetsk      | Ucrania  | 2013-2017 |

### Como entrenador
| Club              | País      | Año           | P   | PG | PE | PP | % g.   |
| ----------------- | --------- | ------------- | --- | -- | -- | -- | ------ |
| Rio Ave           | Portugal  | 2017-2018     | 42  | 20 | 7  | 15 | 53.17% |
| F.C. Nantes       | Francia   | 2018          | 8   | 1  | 3  | 4  | 25%    |
| Celta de Vigo     | España    | 2018-2019     | 16  | 3  | 2  | 11 | 24.44% |
| AEK Atenas F.C.   | Grecia    | 2019          | 4   | 1  | 1  | 2  | 33.33% |
| Rio Ave           | Portugal  | 2021          | 20  | 4  | 7  | 9  | 31.67% |
| Espérance         | Túnez     | 2024          | 26  | 14 | 8  | 4  | 64.1%  |
| Mamelodi Sundowns | Sudáfrica | 2024-presente |     |    |    |    |        |
| Total             | Total     | Total         | 115 | 43 | 28 | 44 | 45.51% |

## Palmarés

### Como entrenador

#### Campeonatos nacionales
| Título                    | Club              | País      | Año     |
| ------------------------- | ----------------- | --------- | ------- |
| CLP-1                     | Espérance         | Túnez     | 2023-24 |
| Liga Premier de Sudáfrica | Mamelodi Sundowns | Sudáfrica | 2024-25 |